# اختبار عالي مخاطر

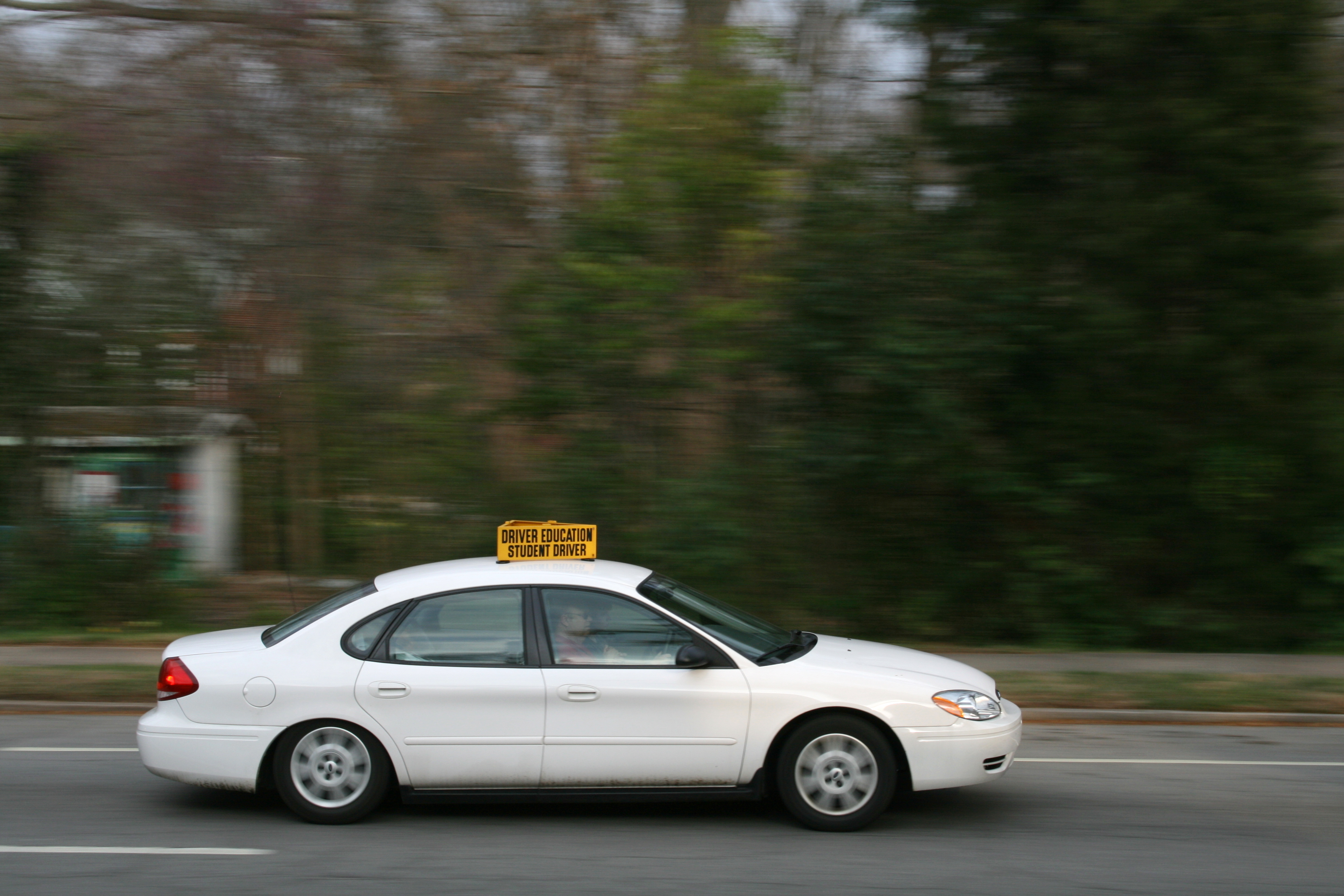
اختبار القيادة هو اختبار عالي المخاطر: بدون تجاوز هذا الاختبار لن يستطيع مؤدي الاختبار الحصول على إجازة القيادة.

الاختبار عالي المخاطر هو اختبار يترتب عليه نتائج وعواقب مهمة لمن يقوم بأداء هذا الاختبار. فنجد أن عبور واجتياز هذا الاختبار له العديد من الفوائد المهمة، مثل الحصول على دبلوم المدارس الثانوية أو الحصول على المنحة الدراسية أو الحصول على رخصة السماح بممارسة المهنة. وأما الفشل والرسوب في اجتياز هذا الاختبار فله مساوئ مهمة أيضًا، مثل إجبار من لم يتمكن من عبور هذا الاختبار على أخذ دروس علاجية، الأمر الذي لم يتمكن من اجتيازه حتى يتمكن من اجتياز هذا الاختبار، كما أنه لا يسمح له بقيادة السيارة، أو لا يتمكن من الحصول على وظيفة.
ولقد أثار موضوع استخدام وسوء استخدام الاختبارات عالية المخاطر جدلًا كبيرًا في أوساط التعليم العام، خاصةً في الولايات المتحدة الأمريكية حيث أصبحت هذه الاختبارات ذات شعبية كبيرة في السنوات المنصرمة الأخيرة، حيث لم يعد يقتصر اجتيازها على تقييم الطلبة فحسب، ولكنها أصبحت تتم كمحاولات لزيادة مسؤولية المعلم أيضًا.

## التعريفات
في الاستخدام العام للاختبارات عالية المخاطر، نجد أنها اختبارات مثل تلك الاختبارات التي يترتب عليها عواقب وأمور رئيسية ومهمة أو يترتب عليها أخذ قرارات مهمة وكبيرة.
ووفقًا لتعريف أكثر دقة للاختبار عالي المخاطر، نجد أن هذا الاختبار يتكون من التالي:
- اختبار فردي، مخصص لعملية التقييم
- اختبار يمكن من خلاله التفرقة بين الذين تمكنوا من اجتيازه وبين الذين لم يتمكنوا من اجتيازه
- اختبار تترتب عليه عواقب مباشرة سواء لمن اجتازه أو لمن لم يجتزه ( فهو اختبار في بعض الأوقات يكون على المحك).[5]

لا يعد الاختبار عالي المخاطر اختبارًا مرادفًا لاختبار الضغط. فربما يشعر طلبة المدارس الثانوية الأمريكية بارتفاع الضغط حتى عند الأداء الجيد في اختبار القبول بالكلية سات-1 (SAT-I). هذا على الرغم من أن درجات اختبار سات لا تحدد بشكل مباشر عملية قبول الطالب في أي كلية أو أي جامعة، ولا توضح بشكل فاصل الفرق بين من ينجح في هذا الاختبار وبين من يرسب، لذلك لا تعتبر رسميًا اختبارات عالية المخاطر. ومن ناحية أخرى، وبسبب أهمية درجات ونتائج اختبار (سات-1) التي تتعلق بعملية القبول في بعض المدارس، فإن الكثير من الأشخاص يعتقدون أن عملية الأداء الجيد أو السيئ في هذا الاختبار لها تبعات وعواقب مهمة، ومن ثم فإن الاختبار عالي المخاطر يندرج في إطار تعريف أبسط وأشمل.

## المخاطر
إن كلمة المخاطر العالية ليست هنا صفة للاختبار نفسه ولكنها صفة لما يترتب على هذا الاختبار من عواقب ونتائج تأتي نتيجة لهذا الاختبار. على سبيل المثال، وبغض الطرف عما يتم استخدامه في أداء الاختبار – سواء كانت أسئلة خيارات متعددة أو تقييمًا شفويًا أو اختبار الأداء — ولكن المهم أن يتم النجاح والعبور لاختبار الحصول على الرخصة الطبية لكي تتمكن من ممارسة الطب.
نجد أن مفهوم المخاطر والأهمية يختلف ويتنوع. على سبيل المثال، فإن طلبة الكلية الذين يرغبون في اجتياز وتخطي دورة المستوى التمهيدي يتم إعطاؤهم اختبارات لمعرفة ورؤية ما إذا كانوا قد أتقنوا بالفعل المادة العلمية التي درسوها ومعرفة مدى استطاعتهم النجاح والعبور للمستوى التالي. وكذلك فإن إحدى فوائد العبور والنجاح في الاختبار تقليل التكاليف والنفقات الدراسية وكذلك تقليل الوقت الذي يقضيه الطالب في الجامعة. كل هذه الأمور تجعل الطالب الحريص على الحصول على هذه الفوائد ربما يعتبر أي اختبار بالنسبة له في سبيل الوصول لهذه الأمور اختبارًا ذا مخاطر كبيرة وعالية. في حين نرى أن طالبًا آخر لا يضع أية أهمية على ما يترتب على مثل هذا الاختبار من نتائج، طالما أنه في الصف المناسب لمستوى مهارته بغض النظر عن تخفيض النفقات التعليمية أو غيرها من المميزات الأخرى، فإن مثل هذا الطالب يعتبر هذا الاختبار اختبارًا ذا مخاطر منخفضة.
ونجد أن معنى عبارة المخاطر العالية مشتق مباشرة من مصطلح المقامرة. وفي المقامرة نجد أن المخاطرة هي عبارة عن عملية المغامرة بكمية من المال أو البضائع لاستخدامها في الحصول على بعض النتائج لبعض الأحداث المعينة. وتعد لعبة المخاطر العالية عبارة عن لعبة يتم فيها المخاطرة بكمية كبيرة من المال وذلك من وجهة نظر اللاعب الشخصية. والمقصود من هذا المصطلح أن تنفيذ نظام كهذا ينتج عنه شعور المتقدمين لهذا الاختبار بالشك وتعرضهم للخسائر المحتملة،[بحاجة لمصدر] والذي ينبغي عليه أن ينجح في عبور هذا الاختبار «ليربح» بدلاً من قدرته على الحصول على هدفه من خلال وسائل وطرق أخرى.[بحاجة لمصدر]
تشمل أمثلة الاختبارات ذات المخاطر العالية ومخاطرها التالي:
- اختبارات الحصول على رخصة القيادة وما يترتب عليه من الحصول قانونًا على الحق والقدرة على القيادة
- اختبارات الأداء على المسرح والمشاركة في هذا الأداء المسرحي
- اختبارات القبول بالكلية في بعض الدول، مثل اختبار المرحلة الأولى المشتركة مثل اختبار المرحلة الأولى العام باليابان، وما يترتب عليه من القبول في الجامعات ذات الجودة التعليمية العالية
- مقابلات العمل أو اختبارات تعاطي المخدرات وإمكانية التوظيف
- اختبارات نهاية المدارس الثانوية وما يترتب عليها من الحصول على شهادة دبلوم المدارس الثانوية
- اختبارات عدم إهمال أي طفل وما يترتب عليها من تمويل ودعم وتقييم المدارس
- الاختبارات الشفوية لدرجة الدكتوراه وما يترتب عليها من الحصول على الدكتوراه
- اختبارات الحصول على شهادات وتراخيص مزاولة المهن ( مثل اختبارات القبول بكلية الحقوق سواء كانت اختبارات خطية أو اختبارات صحية) كما يتم فحص هذه الشهادات والتراخيص
- اختبار لإجادة اللغة الإنجليزية كلغة أجنبية (توفل) وما يترتب عليه من اعتماد الشخص على أنه متحدث للغة الإنجليزية (إذا كان الحد الأدنى فقط من الدرجات هو المطلوب، ولكنه يستخدم فقط للحصول على المعلومات، [وعادة ما يكون هذا في التوظيف في العمل والمدارس])

## المخاطرون
يهدف نظام الاختبارات ذات المخاطر العالية إلى إفادة الناس بخلاف الشخص الذي يجتاز الاختبار. وبالنسبة لاختبارات الشهادات المهنية والترخيص، فإن الغرض من الاختبار هو حماية عامة الناس من المتمرس غير المؤهل لتلك المهنة. ونأمل بأن يكون هناك توازن بين المخاطر الفردية لطالب الطب وكلية الطب لمواجهة المخاطر الاجتماعية المتمثلة في إمكانية السماح لدكتور غير مؤهل بممارسة مهنة الطب.
ربما تتخطى عواقب ونتائج الاختبارات ذات المخاطر العالية الأفراد الذين يؤدون هذه الاختبارات لتصل إلى ما هو أكبر من ذلك. على سبيل المثال، فإن طالب كلية الطب الذي يفشل في اجتياز اختبار الحصول على ترخيص لمزاولة مهنة الطب سوف يكون غير قادر على ممارسة مهنته. وبالرغم من ذلك، فإنه لو فشل الطلبة في اختبارات الكلية، فإن سمعة هذه الكلية واعتمادها في العملية التعليمية سوف يضحى في خطر. وعلى غرار هذا، فإن الاختبار الذي تم تحت رعاية قانون عدم إهمال أي طفل الأمريكي فإن هذا الاختبار ليس له عواقب ونتائج سلبية مباشرة على الطفل الذي يفشل،
 ولكنه أحيانًا يكون له عواقب خطيرة على كلياتهم، وتشمل هذه العواقب فقد الاعتماد من الجهات التعليمية أو فقد الدعم المادي أو فقد أجور المعلمين وتوظيفهم أو قد يطرأ تغيير على إدارة المدرسة. ومن ثم فإن المخاطر التي تواجه الكليات تكون أعلى وأخطر، بينما تكون أقل خطورة على الأفراد الذين يخوضون هذه الاختبارات.

## عمليات التقييم التي تستخدم في الاختبارات ذات المخاطر العالية
يمكن أن يتم استخدام أي شكل من أشكال التقييم في الاختبارات ذات المخاطر العالية. وفي مرات عديدة، يتم اختيار الاختيارات المتعددة غير المكلفة بحثًا عن الراحة. وربما تحتوى عمليات التقييم ذو المخاطر العالية على إجابات لأسئلة مفتوحة النهاية أو أسئلة عملية، تتم في القسم. على سبيل المثال، يحدد اختبار الحصول على رخصة ممارسة مهنة التمريض الطبي من خلاله ما إذا كانت الممرضة يمكن أن تندرج تحت خط (I.V.) وذلك يكون من خلال المشاهدة الفعلية للممرضة وهي تؤدي تلك المهمة بشكل عملي. وتسمى هذه التقييمات باسم التقييمات الموثوقة أو اختبارات الأداء.
تكون بعض الاختبارات ذات المخاطر العالية عادة اختبارات قياسية (حيث تفرض هذه الاختبارات على جميع من يخضع لمثل هذه الاختبارات فرصًا وظروفًا متساوية وعادلة)، ويُنتظر من مثل هذه الاختبارات الموحدة؛ أن تتيح لكل المشتركين فرصة عادلة ومتساوية في عبور واجتياز هذه الاختبارات. وتكون بعض الاختبارات ذات المخاطر العالية غير موحدة، مثل الاختبارات المسرحية.
ووفقًا لبعض الاختبارات الأخرى، فإن الاختبارات ذات المخاطر العالية ربما تكون ذو معايير مشار إليها وموضحة أو ذو قواعد مشار إليها مسبقًا. على سبيل المثال، فإن الاختبار الكتابي للحصول على رخصة القيادة هو نموذج للاختبارات ذات المعايير المسبقة أو المشار إليها مسبقًا، ففي هذا الاختبار نرى أنه يمكن لعدد غير محدد من المتقدمين للحصول على رخصة القيادة؛ الحصول على الرخصة من خلال قدرتهم على اجتياز الاختبار وذلك عند اجتياز بشكل صحيح نسبة معينة من الأسئلة. وعلى الجانب الآخر، فإن أجزاء مقال معين من بعض اختبارات القبول بكلية الحقوق غالبًا ما يشار إليها مسبقًا، وهي أن المقالات ذات الدرجة الأسوأ تكون راسبة ولا تحصل على الترخيص بينما المقالات الأفضل هي التي تجتاز الاختبار، ويتم ذلك بدون الأخذ بعين الاعتبار الجودة الكلية للمقالات.

## النقد
يتم نقد الاختبارات ذات المخاطر العالية في أغلب الأحيان للأسباب الآتية:
- لا يقيس الاختبار بشكل دقيق ثقافة الشخص ومهاراته. على سبيل المثال، فإن الاختبار يمكن أن يُفهم منه أنه اختبار لمعرفة مهارات القراءة العامة بشكل عام، ولكن هذا الاختبار ربما يحدد في الواقع ما إذا كان هذا الشخص المتقدم للاختبار قد قام بقراءة كتاب معين أم لا.
- يمكن ألا يقيس الاختبار ما يريد الناقد قياسه. على سبيل المثال، ربما يقوم مثل هذا الاختبار بالقياس الدقيق لطالب القانون ويقوم بتحديد ما إذا كان هذا الطالب قد حصل على المعرفة الأساسية للنظام القانوني، ولكن ربما يريد الناقد أن يختبر ما إذا كان الطلاب ملمين بالمبادئ والأخلاق القانونية بدلاً من معرفة القانون.

## كتابات أخرى
- Featherston, Mark Davis, 2011. "High-Stakes Testing Policy in Texas: Describing the Attitudes of Young College Graduates." Applied Research Projects, Texas State University-San Marcos.